# Камера обскура (роман)
«Ка́мера обску́ра» — роман Владимира Набокова. Впервые опубликован издательствами «Современные записки» и «Парабола» (Берлин — Париж) в декабре 1933 года. Отдельные эпизоды выходили в журнале «Современные записки» в 1932—1933 годах. Тема болезненной страсти взрослого человека к девушке-подростку была продолжена в романе «Лолита» (1955).
На английском языке роман был впервые издан в январе 1936 года под названием Camera Obscura лондонским издательством John Long (переводчик Уинфред Рой). Позднее сам писатель подготовил другую английскую версию Laughter in the Dark («Смех во тьме») с переработанным сюжетом, которая вышла 6 мая 1938 года в американском издательстве New Directions. В частности, Набоков переименовал Магду в Марго (её возраст был поднят до 18 лет), Бруно Кречмара — в Альберта Альбинуса, а Горна — в Акселя Рекса. В 1960 году в том же издательстве вышла незначительно отредактированная версия.

## Сюжет
Действие романа происходит в Германии 1920-х годов. Искусствовед Кречмар знакомится с 16-летней девушкой Магдой с сомнительным прошлым. Он бросает жену с дочерью и уходит из дома.
Спустя некоторое время дочь Кречмара умирает от гриппа. Жена убита горем и, похоже, готова принять Кречмара обратно, чтобы разделить с ним скорбь, но тот решает не возвращаться.
Через год в доме Кречмара Магда встречает своего первого любовника, 30-летнего художника Горна, которого до сих пор любит. Она начинает изменять Кречмару. Горн напрашивается в попутчики в автомобильное путешествие по Европе с Кречмаром и Магдой. Чтобы усыпить подозрения, он притворяется геем. В одной из гостиниц они останавливаются в номере, где две комнаты разделены ванной. Это было удобно для Горна и Магды, последняя закрывалась в ванной, включала воду и переходила в комнату Горна, где они предавались любовным утехам. Кречмар пребывает в неведении.
Спустя время Кречмар узнаёт об этом и в приступе ревности пытается застрелить Магду. Той удаётся убедить его, что она в шутку дразнила приставаниями гомосексуала Горна. Кречмар заставляет её немедленно продолжить путешествие без Горна. По дороге они попадают в аварию, и Кречмар теряет зрение.
В больнице Магда зачитывает ему письмо Горна, в котором тот сообщает, что оскорблён таким отношением и уезжает в Америку. В письме Горн ещё раз уверяет, что интересуется только мужчинами. Однако на самом деле он следует за Магдой и Кречмаром. Врач прописывает Кречмару полный покой. Горн снимает отдалённый особняк в горах Швейцарии, куда Магда с Кречмаром и переезжают. Горн живёт вместе с ними, невидимый для слепого Кречмара.
По мере обострения слуха Кречмар начинает подозревать неладное, однако ничего не может сделать — кроме Магды ему не к кому обратиться. Его спасает шурин Макс и увозит в Берлин. Кречмар потрясён предательством Магды. В Берлине он узнаёт, что Магда приехала за своими вещами на другую квартиру. Он добирается до неё и пытается застрелить. Во время борьбы Магде удаётся вырвать браунинг из рук Кречмара и убить его самого.

## Критики о романе
«Роман Сирина „Камера обскура“… занимателен, ловко скроен и поверхностно-блестящ. При такой плодовитости, какую проявляет молодой автор, трудно, конечно, ждать все новых шедевров… Роман внешне удачен, это бесспорно. Но он пуст. Это превосходный кинематограф, но слабоватая литература» (Георгий Адамович).
«„Синематографизированный“ роман Сирина по существу очень серьезен. В нем затронута тема, ставшая для всех нас роковой: тема о страшной опасности, нависшей над всей нашей культурой, искажаемой и ослепляемой силами, среди которых синематограф, конечно, далеко не самая сильная, но, быть может, самая характерная и выразительная. Если в романе смерть героя кажется несколько поспешным и слишком внешне эффектным завершением фабулы (что, впрочем, отчасти и соответствует „синематографическому“ ее развитию), то со стороны затронутых тем эта смерть представляется как нельзя более логичной. Вновь и вновь дело идет о смерти, грозящей всей нашей культуре» (Владислав Ходасевич).
«Перед нами стремительная, красочная, живая и часто остроумная книга. Обладая острым зрением, автор прекрасно передает движения и события. Он двумя словами может нарисовать образ девушки, снимающей с себя мокрое пальто, или вратаря во время хоккейного матча. Лаконизм и точность его наблюдений за внешним миром так же поразительны, как скорость и легкость, с которыми он рассказывает историю» (Томас Мертон).

## Набоков о романе
«Это что-то вроде триллера, но зато — единственная книга, которая время от времени давала мне хоть немного денег. Она не особенно хороша. Немного грубовата. Думаю, переписав книгу еще раз, я бы сделал из нее нечто необычное» (New York Times Book Review. 1951. July 1б, р. 17).
«Это мой худший роман… Персонажи — безнадежные клише».

## Экранизация
В 1969 году был снят фильм «Смех в тьме» режиссёра Тони Ричардсона. Роль Кречмара должен был играть Ричард Бёртон, но уже по ходу работы он был заменён на Никола Уильямсона. Экранизация вызвала неоднозначную реакцию Набокова. В интервью 1969 года он похвалил игру Уильямсона, но неодобрительно отметил «банальность сексуальных сцен».